# Apis nigrocincta
La abeja melífera de las Filipinas (Apis nigrocincta) es una especie de himenóptero apócrito de la familia Apidae. Es una  abeja melífera que se distribuye en la isla de Mindanao y en las islas Sangihe e islas Célebes, en Indonesia.
Es una abeja que anida en cavidades como Apis cerana. No hay diferencias sustanciales con Apis cerana, los genitales masculinos de los zánganos son iguales, y ha sido separada recientemente de esta especie, teniendo en cuenta caracteres morfológicos, polimorfismo genético en el ADN mitocondrial y tomando el tiempo de vuelo de los zánganos. Fue separada de Apis cerana debido a que son simpátricas en al menos dos lugares y no se encontraron híbridos.
Las reinas de Apis nigrocincta se aparean con mayor número de zánganos que Apis cerana. Donde hay simpatría entre Apis cerana y Apis nigrocincta las más pequeñas y oscuras corresponde a la primera especie, mientras que las abejas más grandes, con el clípeo amarillento corresponde a Apis nigrocincta.
Esta especie tiene un zumbido diferente en el cappings celular. El opérculo de la celda de Apis cerana es de cera y debajo encontramos el capullo cónico con agujero o poro central. En Apis nigrocincta la celda del zángano tiene un opérculo delgado, falta la capa de cera dura con el poro.
El cronometrando de los vuelos de fecundación difieren en las dos especies. Los zánganos no solapan el horario prácticamente por ello se refuerza el aislamiento reproductivo completo entre las poblaciones.
La varroasis en esta especie es producida por el ácaro Varroa underwoodi al igual que en Apis nuluensis.